# Holmhällar
Holmhällar är ett naturreservat och raukområde i Vamlingbo socken på södra Gotland.
Holmhällar är beläget i anslutning till det gamla pensionatet Holmhällar och består av ett sandigt hällmarkslandskap på en halvcirkelformad udde. Längs stranden ligger ett raukområde. Utanför området ligger ön Heligholmen, och väster om raukområdet Holms fiskeläge och i norr viken Skvalpvik.
På områdets nordvästra delar växer sandtimotej, tuvknavel, vårveronika och pysslingmaskros på det sandiga området. Här förekommer även svamparterna gul flugsvamp, dvärgjordstjärna och stjälkröksvamp. På sandheden närmare Skalpvik växer borsttåtel, fältsippa, vårvicker, blåmunkar, sandmaskros, vårtåtel och sandsvingel. Den för Gotland annars sällsynta varianten av styvmorsviol klittviol (Viola tricolor ssp. curtisii) växer på sandheden. I strandskogen har harris observerats. På den öppnare sanden växter sandsallaten, första gången observerad på Gotland 1928. Bland övriga arter märks mållor, sodaört, saltarv, sandrör och strandråg. På de grusigare partierna växer såpört, vejde och grusviva.
I en källa längs stigen mot sydost växer majviva, honungsblomster och ängsnycklar. På strandvallarna kan även alvarglim ses. En mindre våtmark, som torkar ut under sommaren täcks av lökgamander. Andra arter är alvararv, knölgröe, dansk skörbjuggört och sumpgentiana. I sumpigare områden närmare Holms fiskeläge ses snårvinda, rosendunört, kärrdunört och luddunört. I sanddynerna längre västerut växer strandvial, och sällsynt martorn, närmare stigen vildlin, gulkämpar och kärrknipprot. På de tallskogsbeväxta områdena hittar man kal tallört, vanlig tallört, grönpyrola, klockpyrola, linnea och spindelblomster.

## Bilder

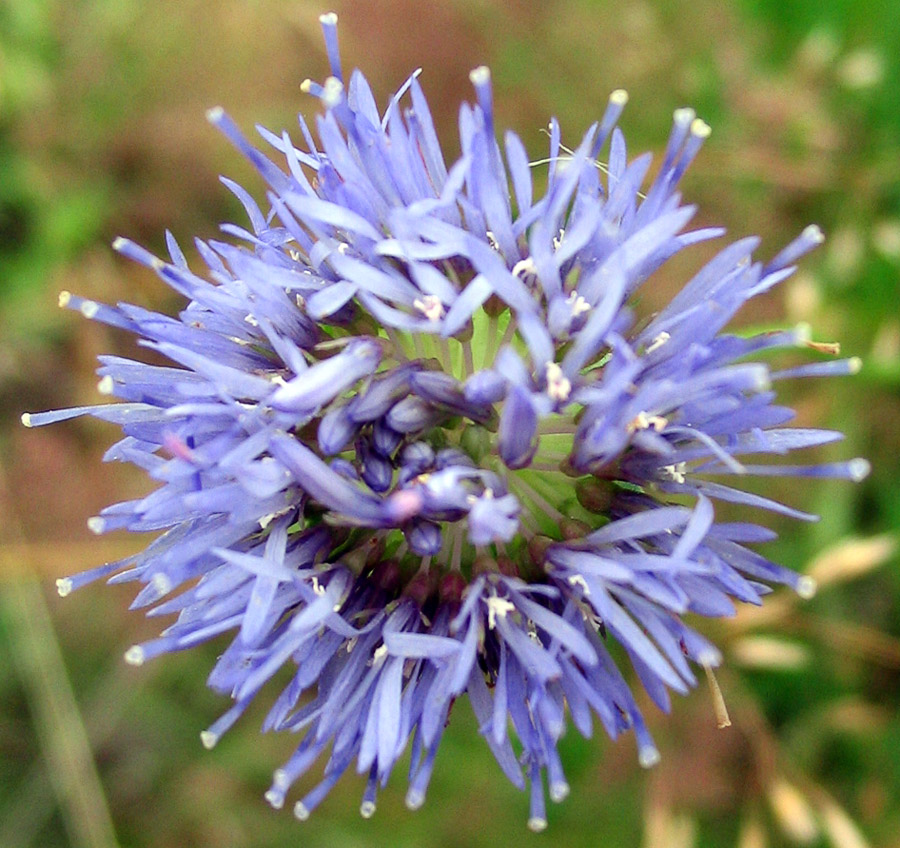
Blåmunkar
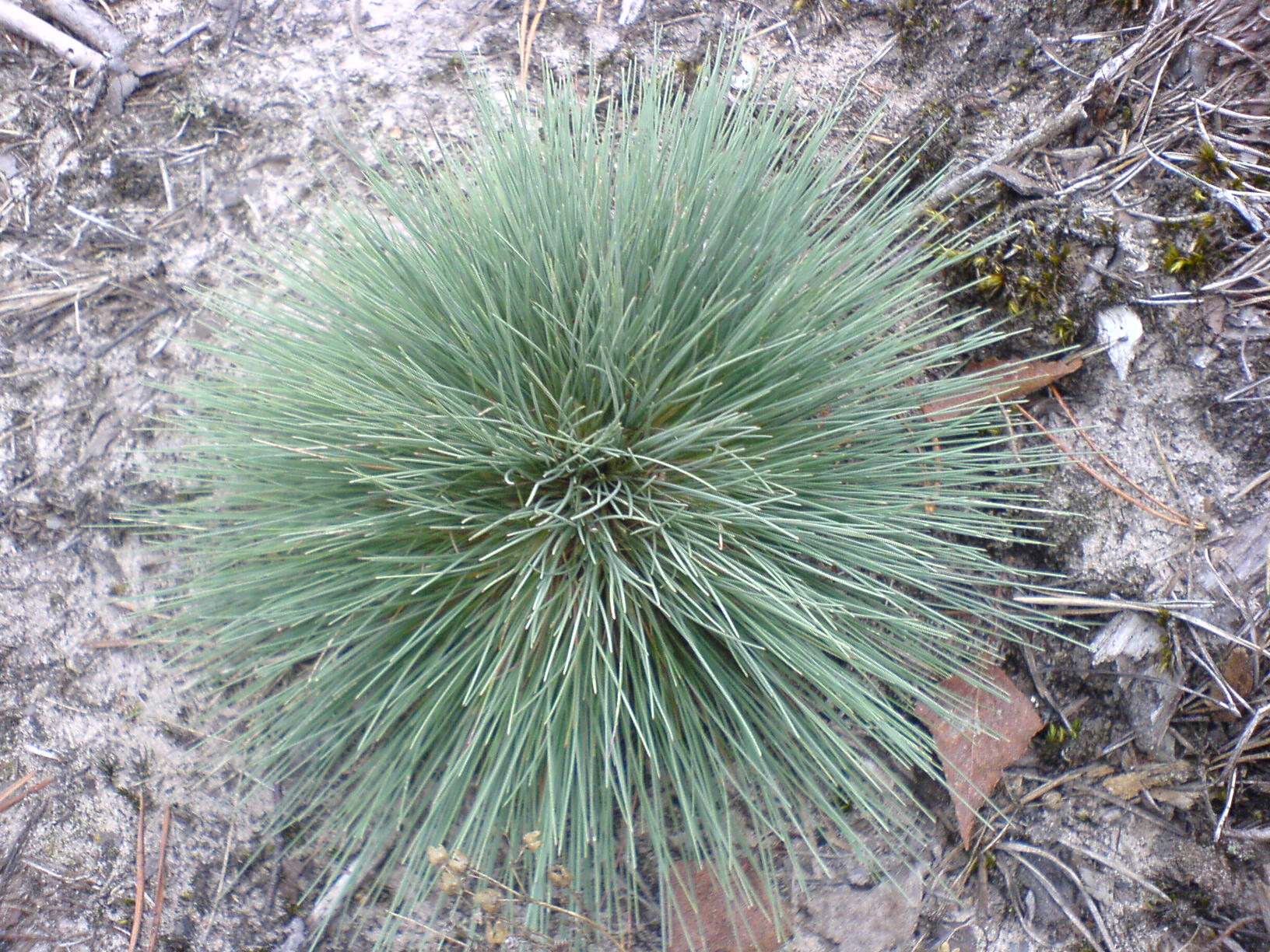
Borsttåtel
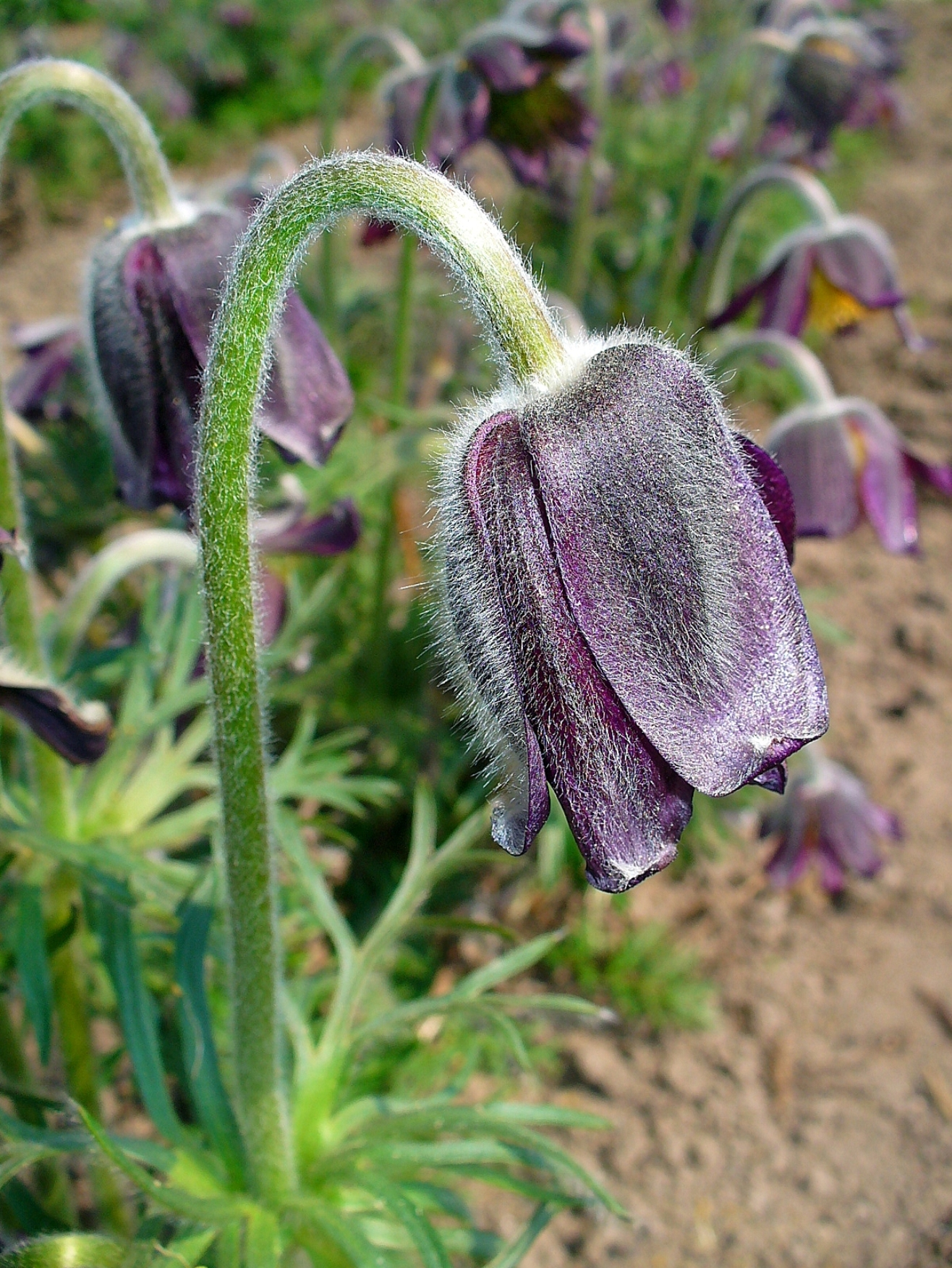
Fältsippa
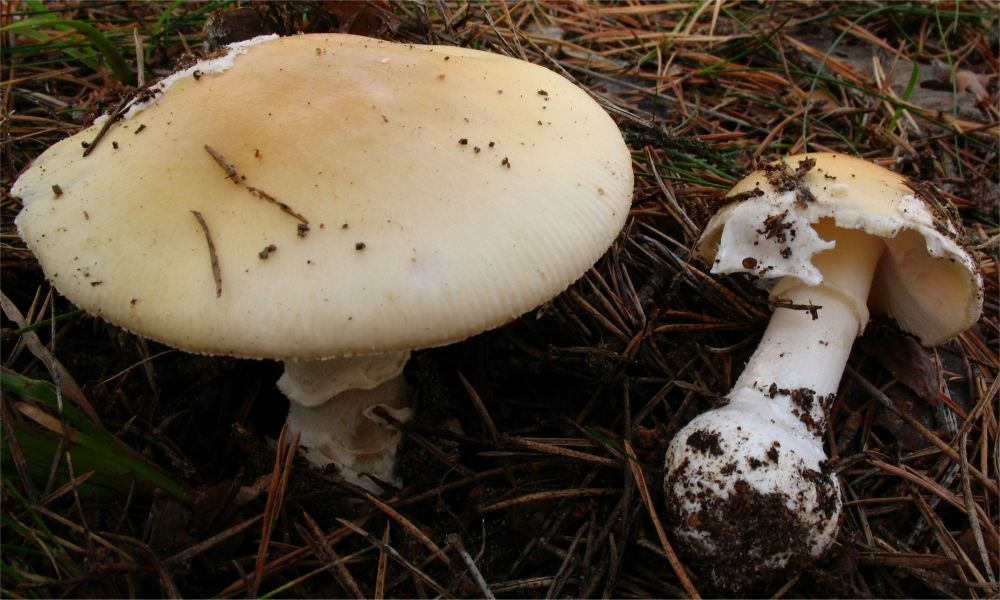
Gul flugsvamp
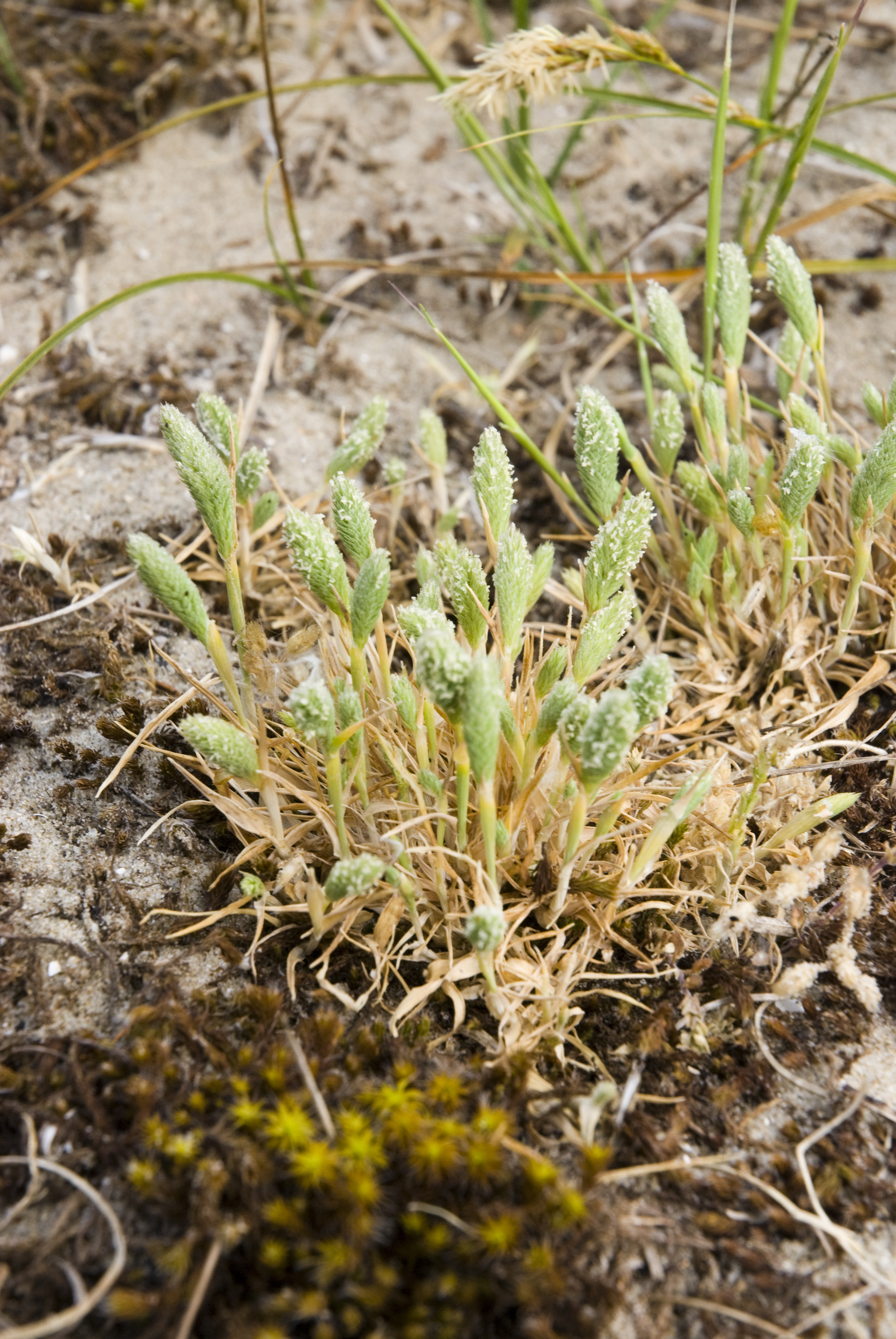
Sandtimotej
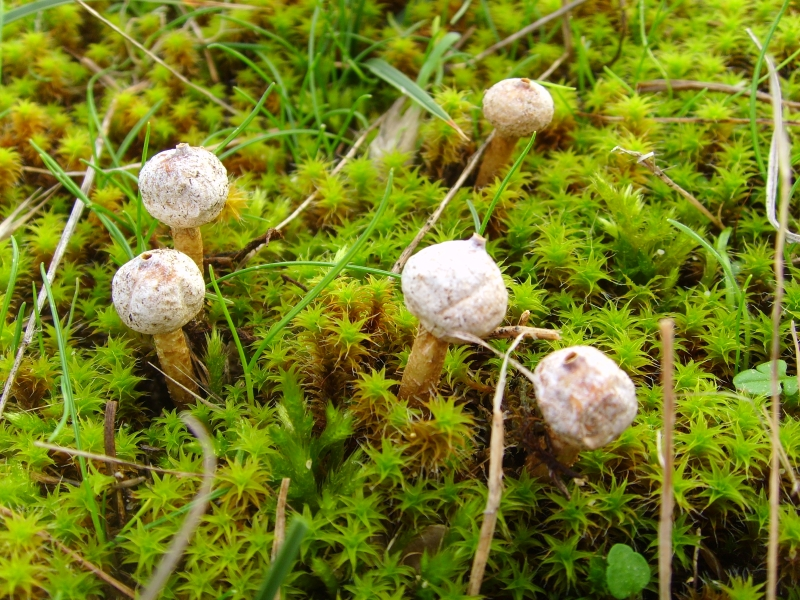
Stjälkröksvamp
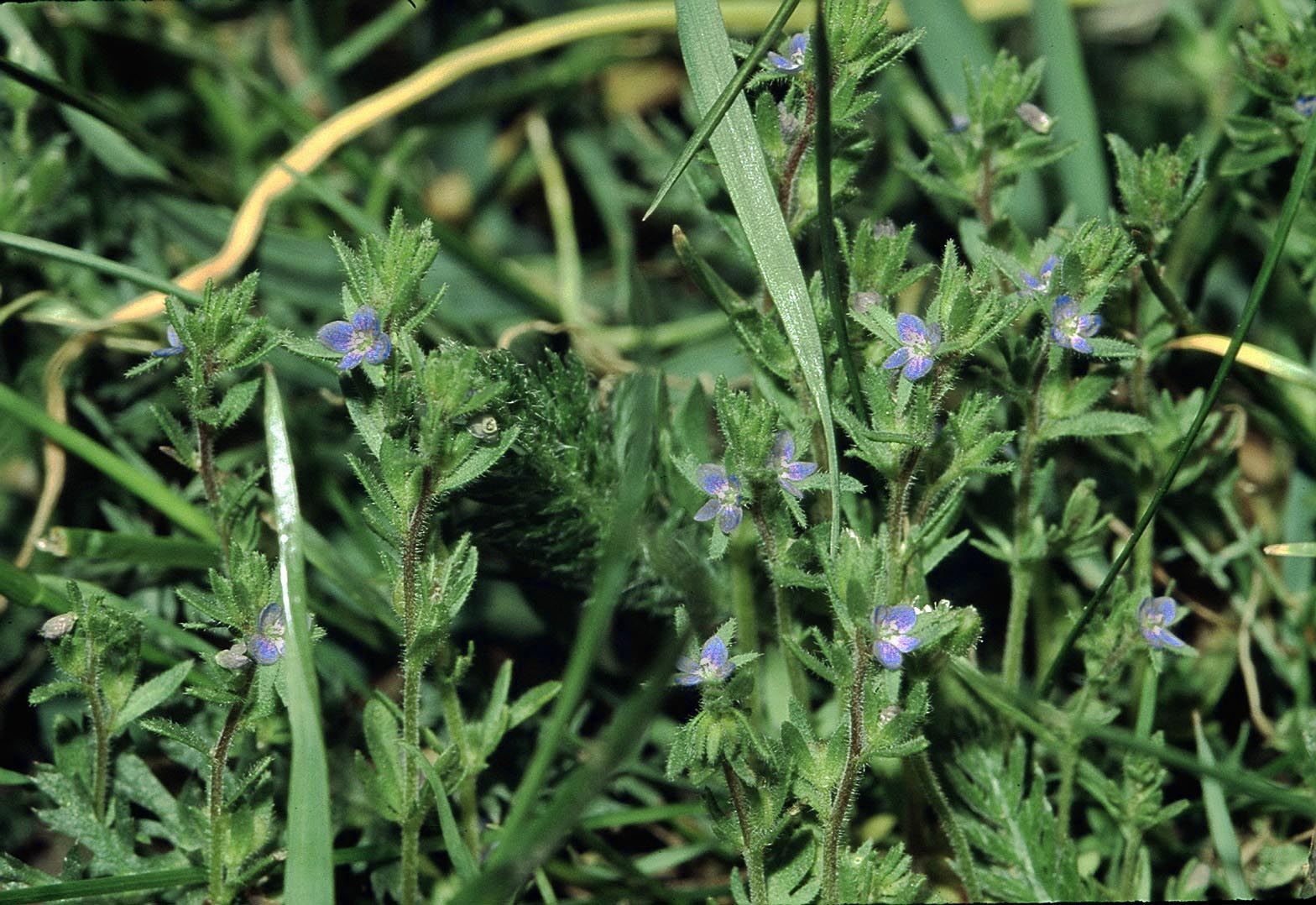
Vårveronika
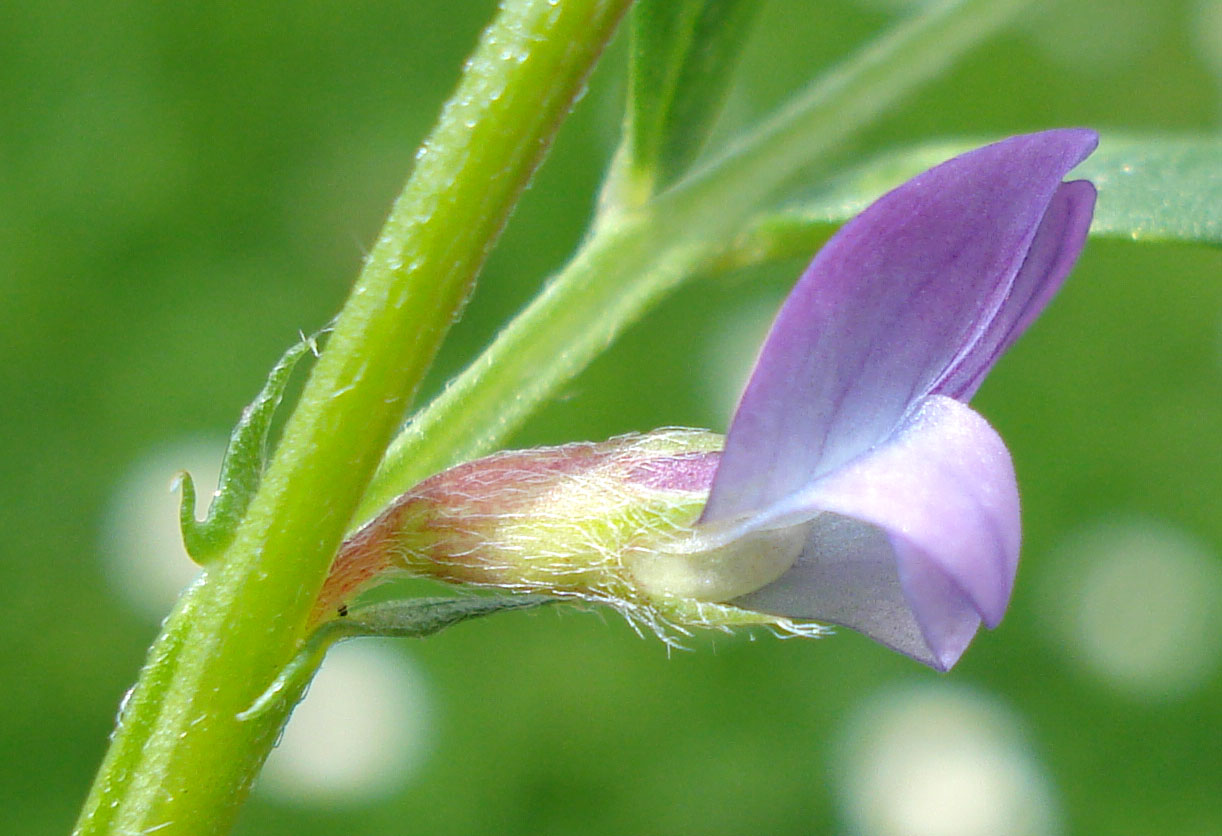
Vårvicker